# Apol·lodor d'Amfípolis
Apol·lodor d'Amfípolis (en grec Ἀπολλόδωρος) va ser un dels generals d'Alexandre el Gran. Li va ser confiada l'administració de Babilònia i Síria junt amb Menes. També el rei els va donar 1000 talents per reclutar tantes tropes com poguessin.